# MTV Europe Music Award al miglior artista finlandese
L'MTV Europe Music Award al miglior artista finlandese (MTV Europe Music Award for Best Finnish Act) è stato uno dei premi degli MTV Europe Music Awards, che viene assegnato dal 1999 al miglior artista finlandese.
In realtà già dal 1999 il premio esisteva, ma venivano più genericamente premiati nella categoria MTV Europe Music Award al miglior artista nordico.

## Albo d'oro

### Anni 2000
| Anno | Vincitore         | Nominati                                                |
| ---- | ----------------- | ------------------------------------------------------- |
| 2005 | The Rasmus        | - 69 Eyes - Apocalyptica - HIM - Nightwish              |
| 2006 | Poets of the Fall | - Lordi - PMMP - Olavi Uusivirta - Von Hertzen Brothers |
| 2007 | Negative          | - HIM - Ari Koivunen - Nightwish - Sunrise Avenue       |
| 2008 | Nightwish         | - Anna Abreu - Children Of Bodom - Disco Ensemble - HIM |
| 2009 | Deep Insight      | - Apulanta - Cheek - Disco Ensemble - Happoradio        |

### Anni 2010
| Anno | Vincitore    | Nominati                                                            |
| ---- | ------------ | ------------------------------------------------------------------- |
| 2010 | Stam1na      | - Amorphis - Chisu - Fintelligens - Jenni Vartiainen                |
| 2011 | Lauri Ylönen | - Anna Abreu - Children of Bodom - Haloo Helsinki! - Sunrise Avenue |
| 2012 | Robin        | - Cheek - Chisu - Elokuu - PMMP                                     |
| 2013 | Isac Elliot  | - Anna Puu - Elokuu - Haloo Helsinki! - Mikael Gabriel              |
| 2014 | Isac Elliot  | - Kasmir - Robin - Nikke Ankara - Teflon Brothers                   |
| 2015 | JVG          | - Antti Tuisku - Kasmir - Mikael Gabriel - Robin                    |
| 2016 | Antti Tuisku | - Evelina - Nikke Ankara - Teflon Brothers - Paula Vesala           |
| 2017 | Alma         | - Evelina - Haloo Helsinki! - Mikael Gabriel - Robin                |
| 2018 | JVG          | - SANNI - Evelina - Mikael Gabriel - Nikke Ankara                   |